# 雷恩博萊克 (紐約州)
雷恩博萊克（英語：Rainbow Lake）是位於美國紐約州富蘭克林縣的非建制地區。

## 歷史
雷恩博萊克的郵局自1884年營運至今。

## 地理
雷恩博萊克所處的海拔為高於海平面516米（即1693英呎），而該地所採用的時區為UTC-5，即北美东部时区（EST）。同時該地設有夏令時間，為UTC-5調快一小時，即UTC-4（EDT）。